# Guineu andina
La guineu andina (Lycalopex culpaeus) és un cànid del gènere Lycalopex. Viu a Sud-amèrica, on s'estén des de l'Equador i el Perú fins a la Patagònia i la Terra del Foc. També n'hi ha algunes poblacions al sud de Colòmbia.
Es tracta del cànid més gros del continent després del llop de crinera. Té un aspecte molt similar al de la guineu roja (Vulpes vulpes). Té el pelatge gris i vermell, la gola blanca, les potes vermelles i una ratlla pàl·lida a l'esquena.
S'alimenta de rosegadors, conills, ocells i sargantanes. A vegades també menja plantes i carronya.